# Grenadiny

grenadinské souostroví

Souostroví Grenadiny se rozprostírá v Karibském moři mezi ostrovy Svatý Vincenc a Grenada. Patří do skupiny tzv. Návětrných ostrovů Malých Antil. Je tvořeno přibližně 600 ostrovy a administrativně je rozděleno mezi dva nezávislé státy - Grenada a Svatý Vincenc a Grenadiny.

## Přehled největších ostrovů
| Svatý Vincenc a Grenadiny                                                                                             | Grenada                                                                                                   |
| --- | --- |
| 43 km², přibližně 9 200 obyvatel                                                                                      | 37,7 km², přibližně 10 000 obyvatel                                                                       |
| - Bequia - Moonhole Rock - Quatre - Bettowia - Baliceaux - Moustique - Canouan - Mayreau - Union Island - Palm Island | - Carriacou - Saline - Frigate - Ronde Island - Large - Petite Martinique - Diamant - Caille - Les Tantes |